# Pomník padlých v I. světové válce (Osice)
Pomník padlých v I. světové válce v Osicích se nalézá v obci Osice v okrese Hradec Králové u křižovatky, na níž se stýkají silnice od Syrovátky, Lhoty pod Libčany a Starých Ždánic.

## Historie
Pomník padlých v I. světové válce byl postaven nákladem občanů obce Osice v roce 1932 na památku 23 mužů z obce padlých na bojištích I. světové války nedaleko od Škroupova domu.

## Popis
Pomník stojí na dvoustupňovém pískovcovém podstavci. V rozích prvního stupně podstavce jsou umístěny malé pískovcové sloupky. Na podstavci je umístěn čtyřhranný jehlanovitý sokl s povrchem imitujícím skálu, na kterém stojí užší, rovněž čtyřhranný jehlancovitý pilíř zakončený římsou s nápisem Obětem války. Pod římsou jsou umístěny vavřínové girlandy a státní znak. Na tomto pilíři jsou na všech stranách umístěny pamětní desky se jmény padlých. Na vrcholu pilíře je umístěna nádoba se stylizovaným plamenem.

## Galerie

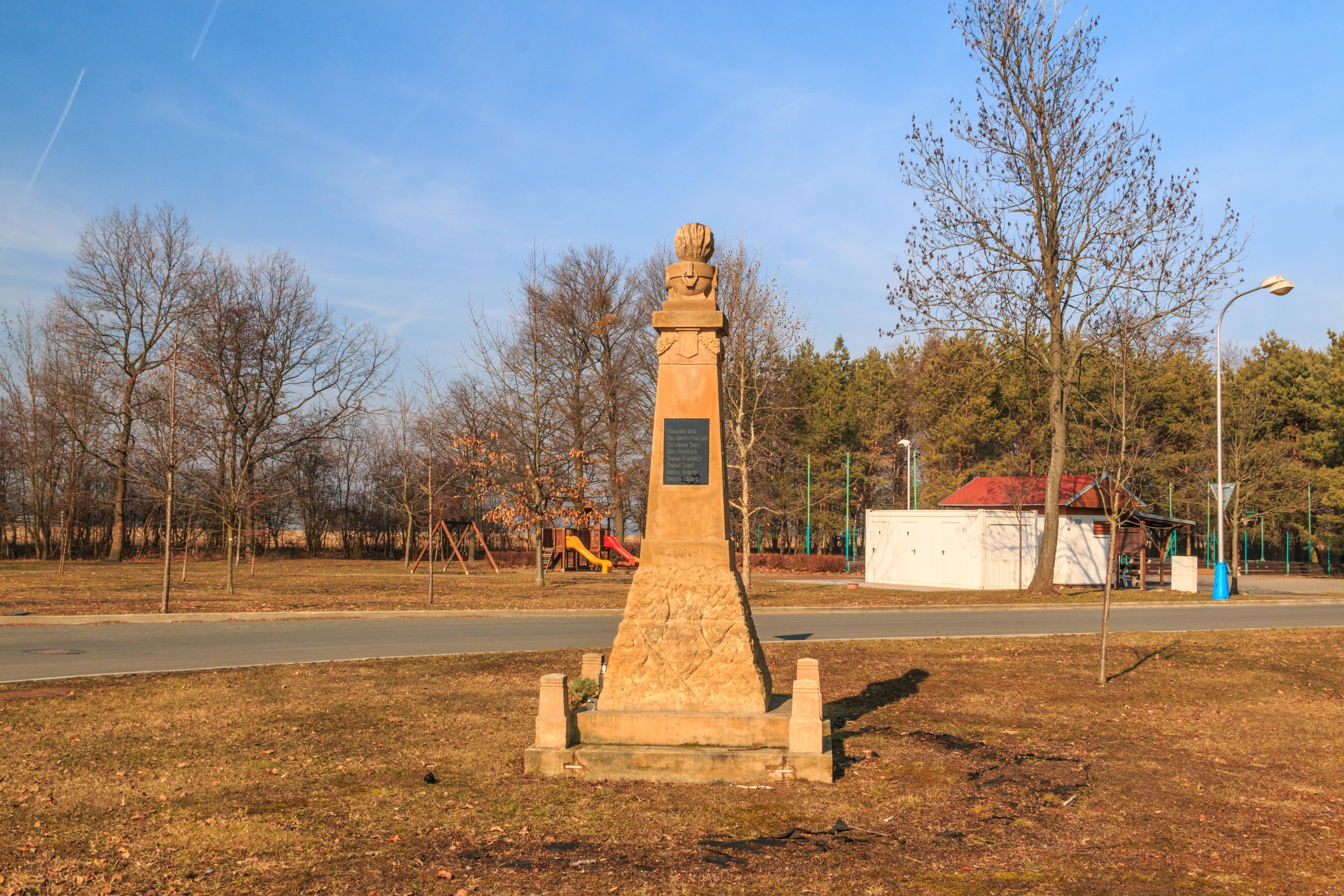
Pomník padlých v I. světové válce v Osicích